# Overlord (light novel)
Overlord (オーバーロード?, Ōbārōdo) è una serie di light novel scritta da Kugane Maruyama e illustrata da so-bin. Sedici volumi sono stati pubblicati da Enterbrain a partire dal 30 luglio 2012. Un adattamento manga di Hugin Miyama ha iniziato la serializzazione sul Monthly Comp Ace di Kadokawa Shoten il 26 novembre 2014. Un adattamento anime, prodotto da Madhouse, è stato trasmesso in Giappone in quattro stagioni tra il 7 luglio 2015 e il 27 settembre 2022. In Italia la light novel e il manga sono editi da J-Pop, mentre l'anime è stato acquistato da Yamato Video.

## Trama
Anno 2126. Yggdrasil è una realtà virtuale MMORPG che, un tempo molto popolare, è ora sull'orlo della chiusura. Momonga, uno dei suoi giocatori più forti e famosi, esegue il login per l'ultima volta per assistere alla fine del servizio, ma durante il conto alla rovescia chiude gli occhi e ripensa a tutti i bei momenti passati con i suoi compagni. Quando li riapre, Momonga scopre che il logout non è avvenuto e che, anzi, egli stesso è stato catapultato nel gioco, divenuto ora un mondo reale a tutti gli effetti, sotto forma del suo personaggio, un lich con grandiose capacità da mago. Tutt'altro che sconvolto, da questo momento in poi il suo unico obiettivo sarà cercare di trovare altri giocatori umani rimasti connessi al gioco dopo la fine del conto alla rovescia, cercando di diffondere il più possibile la fama del suo nome nel nuovo mondo, anche se poi trasportato dagli eventi diventerà la conquista del nuovo mondo in cui è rinato.

## Personaggi

Il protagonista Ainz Ooal Gown

Il protagonista della serie è Momonga, che dopo essersi risvegliato nel mondo di Yggdrasil assume il nome della sua gilda, Ainz Ooal Gown, nella speranza di trovare così più facilmente altri giocatori che hanno subito la sua stessa sorte. È il sovrano della Grande Catacomba di Nazarick, i cui guardiani principali con cui condividerà le sue avventure sono Albedo, una succube innamorata di lui a capo dei custodi, Shalltear Bloodfallen, una vampira che si contende le attenzioni di Ainz con Albedo, Cocytus, il responsabile della sicurezza di Nazarick in grado di controllare il ghiaccio, Aura Bella Fiora e Mare Bello Fiore, elfi oscuri gemelli di carattere opposto, Demiourgos, un demone che eccelle in intelligenza e conduce esperimenti in un laboratorio, e Sebas Tian, abile combattente corpo a corpo e capo delle Pleiadi, le cameriere della Catacomba.

## Media

### Light novel

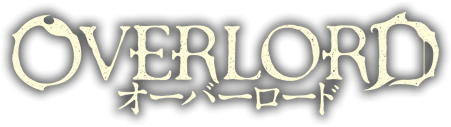
Logo della serie

La serie di light novel è stata scritta da Kugane Maruyama con le illustrazioni di so-bin. Il primo volume è stato pubblicato da Enterbrain il 30 luglio 2012 e al 29 luglio 2022 ne sono stati messi in vendita in tutto sedici. La serie presenterà un totale di diciotto volumi.
In America del Nord i diritti sono stati acquistati da Yen Press.
In Italia la serie viene pubblicata da Edizioni BD sotto l'etichetta J-Pop dal 7 novembre 2018. La traduzione dei testi è curata da Valentina Vignola.
La conclusione della serie di romanzi era prevista per il volume 17, tuttavia nella postfazione del sedicesimo volume, Kugane Maruyama ha dichiarato che Overlord terminerà con altri due volumi.
In data 27 aprile 2019 è stato pubblicato un volume bonus semi-canonico intitolato Overlord: Boukoku no kyuuketsu-hime (亡国の吸血姫? lett. "La principessa vampiro del regno perduto") in cui, in una realtà alternativa, Momonga si risveglia solitario in un'epoca antecedente a quella della storia principale. Il racconto si sviluppa attorno al personaggio di Evileye e al suo passato. Gli eventi narrati non sono canonici, ma la lore ed il worldbuilding costruiti in questo volume sono ritenuti tali dalla community; infatti, da questo volume è stato possibile evincere il motivo del risveglio dei "Player" nel Nuovo Mondo. 
| Nº | Titolo italiano Giapponese 「Kanji」 - Rōmaji | Data di prima pubblicazione                                                                         | Data di prima pubblicazione             |
| Nº | Titolo italiano Giapponese 「Kanji」 - Rōmaji | Giapponese                                                                                          | Italiano                                |
| 1  | Overlord 「不死者の王」 - Fushisha no ō | 30 luglio 2012 ISBN 978-4-04-728152-3                                                               | 7 novembre 2018 ISBN 978-88-3275-438-4  |
| 1  | Capitoli - Prologo. - Capitolo 1. La fine e l'inizio - Capitolo 2. I custodi dei piani - Capitolo 3. Battaglia al villaggio di Carne - Capitolo 4. Confronto - Capitolo 5. Il Re dei non-morti - Epilogo.                                            | |                                         |
| 2  | Il Guerriero Oscuro 「漆黒の戦士」 - Shikkoku no senshi | 30 novembre 2012 ISBN 978-4-04-728451-7                                                             | 24 luglio 2019 ISBN 978-88-3275-731-6   |
| 2  | Capitoli - Prologo. - Capitolo 1. I due avventurieri - Capitolo 2. In viaggio - Capitolo 3. Il Savio Re del Bosco - Capitolo 4. Le spade gemelle che squarciano la morte - Epilogo.                                                                  | |                                         |
| 3  | La Valchiria Insanguinata 「鮮血の戦乙女」 - Senketsu no ikusa otome | 30 marzo 2013 ISBN 978-4-04-728689-4                                                                | 6 novembre 2019 ISBN 978-88-3275-958-7  |
| 3  | Capitoli - Capitolo 1. Branco di predatori - Capitolo 2. Vampiro progenitore - Capitolo 3. Confusione e discernimento - Capitolo 4. Prima della battaglia mortale - Capitolo 5. PVN: Player vs. Non-Player - Epilogo.                                | |                                         |
| 4  | Gli Eroici Uomini Lucertola 「蜥蜴人の勇者たち」 - Rizādoman no yūsha-tachi | 31 luglio 2013 ISBN 978-4-04-728953-6 (ed. regolare) ISBN 978-4-04-728954-3 (ed. con drama-CD)      | 20 maggio 2020 ISBN 978-88-349-0215-8   |
| 4  | Capitoli - Prologo. - Capitolo 1. Partenza - Capitolo 2. A raccolta, uomini lucertola! - Capitolo 3. L'armata della morte - Capitolo 4. Si alza il sipario della disperazione - Capitolo 5. Il dio guerriero del congelamento - Epilogo.             | |                                         |
| 5  | I Valorosi del Regno (Parte I) 「王国の漢たち [上]」 - Ōkoku no otoko-tachi (jō) | 28 dicembre 2013 ISBN 978-4-04-729259-8                                                             | 26 agosto 2020 ISBN 978-88-349-0352-0   |
| 5  | Capitoli - Prologo. - Capitolo 1. Sentimenti di ragazzo - Capitolo 2. La Rosa Blu - Capitolo 3. Chi raccoglie e chi viene raccolto - Capitolo 4. Gli uomini si riuniscono - Capitolo 5. Incendio domato, scintille danzanti                          | |                                         |
| 6  | I Valorosi del Regno (Parte II) 「王国の漢たち [下]」 - Ōkoku no otoko-tachi (ge) | 31 gennaio 2014 ISBN 978-4-04-729356-4 (ed. regolare) ISBN 978-4-04-729357-1 (ed. con drama-CD)     | 20 gennaio 2021 ISBN 978-88-349-0417-6  |
| 6  | Capitoli - Capitolo 6. Preludio ai tumulti nella capitale - Capitolo 7. Preparativi prima dell'assalto - Capitolo 8. Le Sei Braccia - Capitolo 9. Jaldabaoth - Capitolo 10. L'asso nella manica - Capitolo 11. La conclusione dei tumulti - Epilogo. | |                                         |
| 7  | Gli Invasori della Grande Catacomba 「大墳墓の侵入者」 - Dai funbo no shinnyū-sha | 30 agosto 2014 ISBN 978-4-04-729809-5                                                               | 28 aprile 2021 ISBN 978-88-349-0596-8   |
| 7  | Capitoli - Prologo. - Capitolo 1. Invito a morire - Capitolo 2. Come farfalle nella tela del ragno - Capitolo 3. La Grande Catacomba - Capitolo 4. Un barlume di speranza - Epilogo.                                                                 | |                                         |
| 8  | I Due Leader 「二人の指導者」 - Futari no shidō-sha | 26 dicembre 2014 ISBN 978-4-04-730084-2                                                             | 26 gennaio 2022 ISBN 978-88-349-0725-2  |
| 8  | Capitoli - Capitolo 1. Le turbolente giornate di Enri - Capitolo 2. Un giorno qualunque a Nazarick | |                                         |
| 9  | L'Incantatore flagello di Armate 「破軍の魔法詠唱者」 - Hagun no mahō eishō-sha | 29 giugno 2015 ISBN 978-4-04-730473-4                                                               | 26 ottobre 2022 ISBN 978-88-349-1080-1  |
| 9  | Capitoli - Prologo. - Capitolo 1. Battaglia verbale - Capitolo 2. Preparativi per la guerra - Capitolo 3. Un'altra battaglia - Capitolo 4. Massacro - Epilogo. - Extra. Un nuovo capitolo                                                            | |                                         |
| 10 | Il Sovrano delle Cospirazioni 「謀略の統治者」 - Bōryaku no tōchi-sha | 30 maggio 2016 ISBN 978-4-04-734089-3                                                               | 28 giugno 2023 ISBN 978-88-349-2089-3   |
| 10 | Capitoli - Prologo. - Capitolo 1. Il Regno della Stregoneria - Capitolo 2. Il Regno di Re-Estize - Capitolo 3. L'Impero di Baharuth - Epilogo. | |                                         |
| 11 | Gli Artigiani Nanici 「山小人の工匠」 - Dowāfu no kōshō | 30 settembre 2016 ISBN 978-4-04-734230-9 (ed. regolare) ISBN 978-4-04-734231-6 (ed. con Blu-ray)    | 20 dicembre 2023 ISBN 978-88-349-1356-7 |
| 11 | Capitoli - Prologo. - Capitolo 1. Verso una terra sconosciuta - Capitolo 2. Alla volta del Regno dei Nani - Capitolo 3. Minaccia incombente - Capitolo 4. Artigiani e negoziazioni - Capitolo 5. Il Re Drago di Ghiaccio - Epilogo.                  | |                                         |
| 12 | I Paladini del Regno Sacro (Parte I) 「聖王国の聖騎士 上」 - Seiōkoku no seikishi: jō | 30 settembre 2017 ISBN 978-4-04-734845-5                                                            | 28 agosto 2024 ISBN 978-88-349-2689-5   |
| 12 | Capitoli - Capitolo 1. L'Imperatore del Male Jaldabaoth - Capitolo 2. In cerca di salvezza - Capitolo 3. Si delinea la controffensiva | |                                         |
| 13 | I Paladini del Regno Sacro (Parte II) 「聖王国の聖騎士 下」 - Seiōkoku no seikishi: ge | 27 aprile 2018 ISBN 978-4-04-734947-6                                                               | ottobre 2025 ISBN 978-88-349-3096-0     |
| 14 | 「滅国の魔女」 - Mekkoku no majo – "La strega del regno caduto" | 12 marzo 2020 ISBN 978-4-04-735885-0 (ed. regolare) ISBN 978-4-04-735886-7 (ed. con action figure)  | —                                       |
| 15 | 「半森妖精の神人 ［上］」 - Han mori yōsei no shinjin (jō) – "Il divino elfo del mezzo bosco: parte 1" | 30 giugno 2022 ISBN 978-4-04-736555-1 (ed. regolare) ISBN 978-4-04-737087-6 (ed. con illustrazioni) | —                                       |
| 16 | 「半森妖精の神人 ［下］」 - Han mori yōsei no shinjin (ge) – "Il divino elfo del mezzo bosco: parte 2" | 29 luglio 2022 ISBN 978-4-04-736556-8 (ed. regolare) ISBN 978-4-04-736554-4 (ed. con illustrazioni) | —                                       |

### Manga

Copertina del primo volume dell'edizione italiana

Un adattamento manga di Hugin Miyama è stato serializzato sulla rivista Comp Ace di Kadokawa Shoten dal 26 novembre 2014 al 25 maggio 2023. Il primo volume tankōbon è stato pubblicato il 26 giugno 2015 e al 26 dicembre 2023 ne sono stati messi in vendita in tutto diciannove.
Una seconda serie, intitolata Overlord: "Shin" sekai-hen (オーバーロード＜新＞世界編? lett. "Overlord: Nuovo mondo") e disegnata da Tou Matsuki, viene serializzata sulla medesima testata a partire dal 26 aprile 2024. Il primo volume tankōbon è stato pubblicato il 25 settembre 2024 e al 25 marzo 2025 ne sono stati messi in vendita in tutto due.
In America del Nord, invece, i diritti sono stati acquistati da Yen Press.
In Italia la prima serie è stata annunciata al Lucca Comics & Games 2015 da J-Pop e pubblicata dal 18 maggio 2016 al 4 settembre 2024. La traduzione dei testi è curata da Monica Bollini.
| Prima parte (19 volumi)   |                                            |                                                                             |                   |                        |
| 1                         | 26 giugno 2015                             | ISBN 978-4-04-103071-4                                                      | 18 maggio 2016    | ISBN 978-88-6883-673-3 |
| 1                         | Capitoli - Episode 01-04 - Special         |                                                                             |                   |                        |
| 2                         | 25 luglio 2015                             | ISBN 978-4-04-103072-1                                                      | 13 luglio 2016    | ISBN 978-88-6883-701-3 |
| 2                         | Capitoli - Episode 05-07.5 - Special       |                                                                             |                   |                        |
| 3                         | 26 dicembre 2015                           | ISBN 978-4-04-103857-4                                                      | 14 settembre 2016 | ISBN 978-88-6883-702-0 |
| 3                         | Capitoli - Episode 08-10 - Special         |                                                                             |                   |                        |
| 4                         | 25 giugno 2016                             | ISBN 978-4-04-104399-8                                                      | 29 dicembre 2016  | ISBN 978-88-6883-832-4 |
| 4                         | Capitoli - Episode 11-13 - Special         |                                                                             |                   |                        |
| 5                         | 26 agosto 2016                             | ISBN 978-4-04-104400-1                                                      | 22 febbraio 2017  | ISBN 978-88-6883-953-6 |
| 5                         | Capitoli - Episode 14-17 - Special         |                                                                             |                   |                        |
| 6                         | 26 dicembre 2016 (ed. regolare & speciale) | ISBN 978-4-04-104679-1 (ed. regolare) ISBN 978-4-04-104680-7 (ed. speciale) | 14 giugno 2017    | ISBN 978-88-3275-058-4 |
| 6                         | Capitoli - Episode 18-20 - Special         |                                                                             |                   |                        |
| 7                         | 24 maggio 2017                             | ISBN 978-4-04-105764-3                                                      | 22 novembre 2017  | ISBN 978-88-3275-209-0 |
| 7                         | Capitoli - Episode 21-25 - Special         |                                                                             |                   |                        |
| 8                         | 26 dicembre 2017                           | ISBN 978-4-04-106389-7                                                      | 18 aprile 2018    | ISBN 978-88-3275-358-5 |
| 8                         | Capitoli - Episode 26-30                   |                                                                             |                   |                        |
| 9                         | 26 aprile 2018                             | ISBN 978-4-04-106390-3                                                      | 24 ottobre 2018   | ISBN 978-88-3275-432-2 |
| 9                         | Capitoli - Episode 31-34 - Special         |                                                                             |                   |                        |
| 10                        | 26 luglio 2018                             | ISBN 978-4-04-107168-7 (ed. regolare) ISBN 978-4-04-106727-7 (ed. limitata) | 17 aprile 2019    | ISBN 978-88-3275-787-3 |
| 10                        | Capitoli - Episode 35-39                   |                                                                             |                   |                        |
| 11                        | 26 febbraio 2019                           | ISBN 978-4-04-107896-9                                                      | 16 ottobre 2019   | ISBN 978-88-349-0040-6 |
| 11                        | Capitoli - Episode 40-44                   |                                                                             |                   |                        |
| 12                        | 24 settembre 2019                          | ISBN 978-4-04-108688-9                                                      | 27 maggio 2020    | ISBN 978-88-349-0136-6 |
| 12                        | Capitoli - Episode 44.5-49                 |                                                                             |                   |                        |
| 13                        | 24 marzo 2020                              | ISBN 978-4-04-108689-6                                                      | 30 settembre 2020 | ISBN 978-88-349-1498-4 |
| 13                        | Capitoli - Episode 50-53.2                 |                                                                             |                   |                        |
| 14                        | 25 novembre 2020                           | ISBN 978-4-04-110815-4                                                      | 21 aprile 2021    | ISBN 978-88-349-0597-5 |
| 14                        | Capitoli - Episode 54.0-57                 |                                                                             |                   |                        |
| 15                        | 26 luglio 2021                             | ISBN 978-4-04-111589-3                                                      | 26 gennaio 2022   | ISBN 978-88-349-0778-8 |
| 15                        | Capitoli - Episode 58.1-61                 |                                                                             |                   |                        |
| 16                        | 26 gennaio 2022                            | ISBN 978-4-04-111590-9                                                      | 18 gennaio 2023   | ISBN 978-88-349-1836-4 |
| 16                        | Capitoli - Episode 62-66                   |                                                                             |                   |                        |
| 17                        | 24 giugno 2022                             | ISBN 978-4-04-112615-8                                                      | 5 luglio 2023     | ISBN 978-88-349-2212-5 |
| 17                        | Capitoli - Episode 67-69                   |                                                                             |                   |                        |
| 18                        | 25 marzo 2023                              | ISBN 978-4-04-113501-3                                                      | 28 febbraio 2024  | ISBN 978-88-349-2405-1 |
| 18                        | Capitoli - Episode 70-74                   |                                                                             |                   |                        |
| 19                        | 26 dicembre 2023                           | ISBN 978-4-04-114353-7 (ed. regolare) ISBN 978-4-04-114352-0 (ed. limitata) | 4 settembre 2024  | ISBN 978-88-349-2944-5 |
| 19                        | Capitoli - Episode 75-78                   |                                                                             |                   |                        |
| Seconda parte (2+ volumi) |                                            |                                                                             |                   |                        |
| 1                         | 25 settembre 2024                          | ISBN 978-4-04-115221-8                                                      | —                 | —                      |
| 1                         | Capitoli - Episode 01-05 - Episode 00      |                                                                             |                   |                        |
| 2                         | 25 marzo 2025                              | ISBN 978-4-04-115865-4                                                      | —                 | —                      |
| 2                         | Capitoli - Episode 06-10                   |                                                                             |                   |                        |

#### Spin-off
Un manga yonkoma spin-off di genere comico, intitolato Overlord: fushi-sha no oh! (オーバーロード 不死者のOh!?, Ōbārōdo: fushi-sha no oh!) e disegnato da Jūami, ha iniziato la serializzazione sempre sul Comp Ace il 26 gennaio 2017. Quattordici volumi tankōbon sono stati pubblicati rispettivamente il 10 gennaio 2018 e il 25 marzo 2025.
| 1  | 10 gennaio 2018 | ISBN 978-4-04-106385-9 |
| 1  | Capitoli (traduzioni letterali dei titoli) - 1. La grande giornata sportiva di Nazarick (ナザリック大運動会?, Nazarikku dai undōkai) - 2. Assolutamente niente risate nella grande tomba di Nazarick per 24 ore (笑ってはいけないナザリック地下大墳墓24時?, Warattehaikenai Nazarikku chika dai funbo 24-ji) - 3. Una produzione teatrale Nazarick ~ Biancaneve ~ (劇団ナザリック〜白雪姫〜?, Gekidan Nazarikku 〜 Shirayuki hime 〜) - 4. La classe dal cielo azzurro e dal pugno di ferro di Yuri sensei (ユリ先生の青空鉄拳教室?, Yuri sensei no aozora tekken kyōshitsu) - 5. Il lupo mannaro di Nazarick (ナザリック人狼?, Nazarikku jinrō) - 6. Inventiamo un titolo per questo fumetto (スピンオフ4コマのタイトルを考えよう?, Supin'ofu 4-koma no Taitoru o kangaeyou)                                                                                            |                        |
| 2  | 10 febbraio 2018 | ISBN 978-4-04-106386-6 |
| 2  | Capitoli (traduzioni letterali dei titoli) - 7. Un completo in grado di decimare sciami di nemici (大量殺戮兵器〇〇を殺す服?, Tairyō satsuriku heiki rei rei o korosu fuku) - 8. Rivista congiunta 「Amato ♥ Ainz」 (合同誌「いとしの ♥ アインズ様」?, Gōdō-shi `itoshi no ♥ Ainzu-sama') - 9. Dimmi! I proverbi manga ricordabili di Ainz-san (おしえて！アインズさままんがで覚えることわざ?, Oshiete! Ainzu-sama manga de oboeru kotowaza) - 10. La compagna di Hamsuke (ハムスケのつがい?, Hamusuke no tsugai) - 11.1. I colori dei membri delle Pleiadi (推し色プレアデス?, Oshi-iro Pureadesu) - 11.2. Gioco di ruolo 〜 Gioco degli esseri supremi 〜 (ロールプレイ〜至高の御方々の戯れ〜?, Rōru Purei 〜 Shikō no o katagata no tawamure 〜) - 12. Pensiamo alla seconda sigla di chiusura dell'anime TV (TVアニメ2期EDを考えよう?, TV anime 2-ki ED o kangaeyou) |                        |
| 3  | 26 luglio 2018 | ISBN 978-4-04-107170-0 |
| 3  | Capitoli (traduzioni letterali dei titoli) - 13. Progettiamo una bella uniforme! (格好良い制服を考えよう?, Kakkōii seifuku o kangaeyou) - 14. Battaglia al vertice al 9º piano in stile giapponese (頂上決戦@第九階層和室?, Chōjō kessen @ dai kyū kaisō washitsu) - 15.1. Nascita di un genitore sciocco (生みの親バカ?, Uminooya baka) - 15.2. Difficoltà a parlare con il sovrano (支配者の喋り方ってむずかしい?, Shihai-sha no shaberikata tte muzukashī) - 16. Il maid café delle Pleiadi (メイド喫茶プレアデス?, Meido kissa Pureadesu) - 17. Il rapporto alimentare del dojo (食レポ道?, Shoku repo michi) - 18. L'anime con il baseball, il tempo è un capolavoro (野球回のあるアニメは名作?, Yakyū kai no aru anime wa meisaku) |                        |
| 4  | 26 febbraio 2019 | ISBN 978-4-04-107898-3 |
| 4  | Capitoli (traduzioni letterali dei titoli) - 19. Facciamo un cavallo spirituale (精霊馬を作ろう?, Shōryōma o tsukurou) - 20.1. Prepariamo un peperoncino (ペロロンチーノを作らう?, Peroronchīno o tsukurau) - 20.2. Se entri nel gioco (もしゲームに入っちゃったら?, Moshi Gēmu ni haitchattara) - 21. Matrigna (ステップマザー?, Suteppu Mazā) - 22. Sei Pleiadi intelligenti (6人の賢いプレアデス?, 6-ri no kashikoi Pureadesu) - 23. Principiante creativo Mare (創作初心者マーレくん?, Sōsaku shoshinsha Māre-kun) - 24. Congettura divertente di Obamas (たのしいオバマス予想?, Tanoshī Obamasu yosō) |                        |
| 5  | 24 settembre 2019 | ISBN 978-4-04-108686-5 |
| 5  | Capitoli (traduzioni letterali dei titoli) - 25. Dimmi! Quattro parole che hai imparato da Ainz-sama (おしえて！アインズさままんがで覚える字熟語?, Oshiete! Ainzu-sama manga de oboeru ji jukugo) - 26. I cento racconti di Nazarick (なざりっく百物語?, Nazari kku hyaku monogatari) - 27.1. Scacco matto nel tesoro (宝物磯でチェックメイト?, Takaramono iso de Chekkumeito) - 27.2. Usciamo e mettiamoci nel cervello (聞かせて脳内キャスティング?, Kikasete nōnai Kyasutingu) - 28. Il giorno della domestica di Shizu-chan (シズちゃんの一日メイド長?, Shizu-chan no tsuitachi Meido-chō) - 29. Teatro Nazarick 〜 Storia della scena (劇団ナザリック〜タゲ取り物語?, Gekidan Nazarikku 〜 Tage-tori monogatari) - 30. Nazarick dal vivo (イメトレ実写化ナザリック?, Imetore jissha-ka Nazarikku)                                                                   |                        |
| 6  | 25 aprile 2020 | ISBN 978-4-04-109624-6 |
| 6  | Capitoli (traduzioni letterali dei titoli) - 31. Shalltear e il funerale vivente (シャルティアと生前葬?, Sharutia to Aura) - 32.1. Esame rigoroso ★ Concorso mascherato (厳正審査★仮面コンペ?, Gensei shinsa ★ kamen konpe) - 32.2. Il misterioso enigma del tempo (歪高のなぞなぞタイム?, Hizumi-kō no nazonazo Taimu) - 33. Il consiglio inquietante della madre neuronista (ニューロママのお悩み相談?, Nyūromama no o nayami sōdan) - 34. Cercala! La tecnologia di utilizzo della scatola di scambio (探れ！エクスチェンジ・ボックス活用テク?, Sagure! Ekusuchenji Bokkusu katsuyō teku) - 35. Festa di degustazione di sushi (試食会 of Sushi?, Shishoku-kai of Sushi) - 36. Spin-off e senso della distanza (スピンオフと距離感?, Supin'ofu to kyori-kan) |                        |
| 7  | 25 novembre 2020 | ISBN 978-4-04-110816-1 |
| 7  | Capitoli (traduzioni letterali dei titoli) - 37. Completamente! Halloween (なりきれ! 逆ハロウィン?, Narikire! Gyaku Harōin) - 38. Quale cameriera da battaglia (どっちかお姉ちゃんバトル?, Dotchi ka o nēchan Batoru) - 39. Mare nel paese delle meraviglie (不思議の国のマーレ?, Fushigi no kuni no Māre) - 40. Ho seriamente pensato alla bestia cornuta (累角獣について本気出して考えてみた?, Rui-kaku-jū ni tsuite honki dashite kangaete mita) - 41.1. Sfilata di moda suprema (至高のファッションショー?, Shikō no Fasshon Shō) - 41.2. La sala degli spiriti morti e Hamsuke (死霊殿とハムスケ?, Shiryō-dono to Hamusuke) - 42. Scopo! Cocytus al servizio (日指せ！コキュートスお当商回?, Nitsu sase! Kokyūtosu o tō shōkai) |                        |
| 8  | 26 luglio 2021 | ISBN 978-4-04-111591-6 |
| 8  | Capitoli (traduzioni letterali dei titoli) - 43. Ispirazione ★ Nazotoki ★ Vampiro (ひらめき★ナゾトキ★吸血鬼?, Hirameki ★ Nazotoki ★ kyūketsuki) - 44. Il tempo di Ainz Ooal Gown (アインズ・ウール・ゴウンタイム?, Ainzu Ūru Goun Goun Taimu) - 45. Quiz $ Nazarick (クイズ$ナザリック?, Kuizu $ Nazarikku) - 46. Disturbi esterni! Collaborazione con Obamas (場外乱関！オバマスコラボ?, Jōgai ranseki! Obamasu Korabo) - 47. Gita scolastica suprema (至高の修学旅行?, Shikō no shūgakuryokō) - 48. Diventare un eteromorfo (異形種になるう?, Igyō-shu ni naruu) |                        |
| 9  | 26 gennaio 2022 | ISBN 978-4-04-111592-3 |
| 9  | Capitoli (traduzioni letterali dei titoli) - 49. Tecnica di coordinamento del sovrano più forte (最強支配者コーデ術?, Saikyō shihai-sha kōde-jutsu) - 50. Selezione di giochi Naziolimpici (ナザリンピック競技選定?, Nazarinpikku kyōgi sentei) - 51.1. Signora suprema (至高のお嬢様?, Shikō no ojōsama) - 51.2. Non ho vestiti per andare a comprare vestiti (服を買いに行く服が無い?, Fuku o kai ni iku fuku ga nai) - 52. Consiglio da succube (サキュバスアドバイス?, Sakyubasu Adobaisu) - 53. Riunione! Atmosfera (あつまれ！環境音?, Atsumare! Kankyō-on) - 54. Promozione film da 500 miliardi di yen (5000億の男のための映画宣伝?, 5000 Oku no otoko no tame no eiga senden) |                        |
| 10 | 26 luglio 2022 | ISBN 978-4-04-112705-6 |
| 10 | Capitoli (traduzioni letterali dei titoli) - 55. Andiamo a Shichi-Go-San (七五三詣に行こう?, Shichi-Go-San mōde ni ikō) - 56. La collaborazione di Obamas Obabo in breve (オバマスコラボ略してオバボ?, Obamasu Korabo ryakushite Obabo) - 57. STOP! Giorno del giudizio (STOP！終末?, STOP! Shūmatsu) - 58. La festa in pigiama delle donne custodi (守護者女子パジャマパーティー?, Gādian joshi Pajama Pātī) - 59. Narberal VS lo zio (ナーベラルvsおじさん?, Nāberaru vs ojisan) - 60. Mahjong supremo (至高の麻雀?, Shikō no mājan) |                        |
| 11 | 25 marzo 2023 | ISBN 978-4-04-112706-3 |
| 11 | Capitoli (traduzioni letterali dei titoli) - 61. Diventare un vecchio per battere Sebas (セバスに負けない爺になれ?, Sebasu ni makenai jī ni nare) - 62. La statua di Shalltear (シャルティアしかみ像?, Sharutia shikamizō) - 63. Narberal VS Ninja (ナーベラルVS忍者?, Nāberaru VS Ninja) - 64. Visita alla sala del tesoro (宝物殿で演技指導?, Hōmotsuden de engi shidō) - 65. Riunione suprema delle scuse (至高の謝罪会見?, Shikō no shazai kaiken) - 66. Buon lavoro per la quarta stagione! Festa di lancio dell'anime! (4期おつかれ! アニメ打ち上げ会?, 4-ki o tsukare! Anime uchiage-kai) |                        |
| 12 | 26 dicembre 2023 | ISBN 978-4-04-114392-6 |
| 12 | Capitoli (traduzioni letterali dei titoli) - 67. Nazarick sugoroku (ナザリックすごろく?, Nazarikku sugoroku) - 68. Batticuore! I momenti dei costumi da bagno in collaborazione con il guardiano Obamas (ドキッ!守護者だらけのオバマスコラボ水着回?, Doki! Gādian darake no Obamasu Korabo mizugi kai) - 69. Ainz Ooal Gown ♡ Re Stregone alla moda (オシャレ魔導王♡アインズ・ウール・ゴウン?, Oshare madō ♡ Ainzu Ūru Goun) - 70. Benvenuti nella biblioteca più antica (最古図書館へようこそ?, Saiko toshokan e yōkoso) - 71. La ladra del primo amore ♡ Maestra Yuri (初恋泥棒♡ユリ先生?, Hatsukoi dorobō ♡ Yuri-sensei) - 72. Sport supremi (至高の映えスポ?, Shikō no hae supo) |                        |
| 13 | 25 settembre 2024 | ISBN 978-4-04-115225-6 |
| 13 | Capitoli (traduzioni letterali dei titoli) - 73. Appare il falso Momon (偽モモン現る?, Nise Momon genru) - 74. Il dungeon malvagio di Mare (マーレの極悪ダンジョン?, Māre no gokuaku Danjon) - 75. È una collaborazione con Obamas! Tutti insieme (オバマスコラボだよ!全員集合?, Obamasu Koraboda yo! Zen'in shūgō) - 76. Salone di bellezza Jack lo squartatore (切り裂きジャック美容院?, Kirisaki Jakku miyōin) - 77. Il planetario definitivo (至高のプラネタリウム?, Shikō no Puranetariumu) - 78. Narberal vs Nazarick (ナーベラルVS ナザリッ句?, Nāberaru VS Nazarikku) |                        |
| 14 | 25 marzo 2025 | ISBN 978-4-04-115866-1 |
| 14 | Capitoli (traduzioni letterali dei titoli) - 79. Jugemu (寿限無?, Jugemu) - 80. Andiamo! La mostra di Overlord (行こう! オーバーロード展!?, Namekata kō! Ōbārōdo-ten!) - 81. Guida per entrare nella Grande Catacomba di Nazarick (ナザリック入墓の手引き?, Nazarikku nyū haka no tebiki) - 82. La vita quotidiana suprema (至高の日常?, Shikō no nichijō) - 83. I sentimenti della coda (しっぽの気持ち?, Shippo no kimochi) - 84. Grande missione di amicizia (おともだち大作戦?, O tomodachi dai sakusen) |                        |

##### Capitoli non ancora in formatotankōbon
Questa lista è suscettibile di variazioni e potrebbe essere incompleta o non aggiornata.

- 85. Un viaggio per uscire dalla routine (マンネリ打開旅?, Man'neri dakai tabi)
- 86. Grazie Neia-chan (ありがとうネイアちゃん?, Arigatō Neia-chan)
- 87. La storia segreta dello sviluppo del nuovo menù della mensa (食堂新メニュー開発秘話?, Shokudō shin menyū kaihatsu hiwa)
- 88. Il principiante supremo (至高の初心者?, Shikō no shoshinsha)
- 89. Forza, doppie Pleiadi (がんばれドッペルプレアデス?, Ganbare Dopperu Pureadesu)

### Anime
Annunciato il 30 agosto 2014 sul settimo volume delle light novel, un adattamento anime, prodotto da Madhouse e diretto da Naoyuki Itō, è andato in onda dal 7 luglio al 29 settembre 2015. Le sigle di apertura e chiusura sono rispettivamente Clattanoia degli OxT e L.L.L. dei MYTH & ROID. In Italia la serie è stata caricata da Yamato Video sulla piattaforma web PlayYamato, mentre in Australia e Nuova Zelanda gli episodi sono stati trasmessi in streaming in simulcast da Madman Entertainment su AnimeLab. In America del Nord, invece, i diritti sono stati acquistati da Funimation. L'anime è stato riorganizzato in due film riassuntivi per il cinema, intitolati Overlord: fushi-sha no ō (オーバーロード 不死者の王?, Ōbārōdo: fushi-sha no ō, lett. "Overlord: Il re non morto") e Overlord: shikkoku no senshi (オーバーロード 漆黒の戦士?, Ōbārōdo: shikkoku no senshi, lett. "Overlord: L'eroe oscuro"), usciti rispettivamente il 25 febbraio e l'11 marzo 2017.
La seconda stagione della serie televisiva è stata trasmessa tra il 9 gennaio e il 3 aprile 2018, con le sigle Go Cry Go degli OxT (apertura) e Hydra dei Myth & Roid (chiusura). La terza stagione è andata in onda dal 10 luglio al 2 ottobre dello stesso anno, con le sigle Voracity dei Myth & Roid (apertura) e Silent Solitude degli OxT (chiusura). I diritti di distribuzione italiana sono stati riconfermati per Yamato Video su YouTube, mentre in altre parti del mondo gli episodi sono stati trasmessi in streaming da Crunchyroll.
Una quarta stagione è stata annunciata durante una maratona ufficiale delle stagioni precedenti in streaming tenutasi l'8 maggio 2021. In seguito è stato confermato che la quarta stagione sarebbe uscita nel corso del 2022. Durante un evento speciale dedicato tenutosi il 12 marzo 2022 venne confermato che la quarta stagione sarebbe stata trasmessa a partire dal luglio seguente. La sigla d'apertura è HOLLOW HUNGER di OxT mentre quella di chiusura No Man's Dawn di Mayu Maeshima. A metà giugno 2022 venne confermato che la quarta stagione sarebbe andata in onda partire dal 5 luglio seguente e la trasmissione si è conclusa il 27 settembre successivo. I diritti di distribuzione italiana sono stati riconfermati per Yamato Video su Prime Video sul canale Anime Generation.
Durante l'evento dedicato all'annuncio della quarta stagione è stato confermato anche un film animato che adatta l'arco narrativo del Santo Regno. Quest'ultimo, intitolato Overlord - Capitolo del Santo Regno (劇場版 オーバーロード 聖王国編?, Gekijō-ban Ōbārōdo sei ōkoku-hen), è stato proiettato nei cinema giapponesi il 20 settembre 2024, mentre le proiezioni IMAX sono iniziate una settimana prima, il 13 settembre. In Italia il film è stato distribuito al cinema da Yamato Video dal 9 all'11 dicembre 2024.
Una serie di corti parodistici in cui i personaggi sono disegnati in stile chibi, Overlord: Ple Ple Pleiadi (オーバーロード ぷれぷれぷれあです?, Ōbārōdo Pure Pure Pureadesu), è stata prodotta Studio Puyukai e pubblicata in quattro stagioni dal 2015 al 2022.
Nel settembre 2022 Yamato Video ha confermato il doppiaggio di tutte e quattro le stagioni dell'anime principale, le quali sono state pubblicate dal 27 dicembre 2022 al 25 aprile 2023 sul canale Anime Generation di Prime Video. Il doppiaggio italiano è stato curato dalla X-Trim Solutions srl sotto la direzione di Patrizio Prata. La traduzione dei testi dell'edizione italiana è stata curata da Ruben Baita, mentre l'adattamento dei dialoghi è stato effettuato da Vincenzo Aricò, Laura Cherubelli e Annalisa Longo.

#### Spin-off
I personaggi principali della serie sono apparsi nella serie spin-off crossover Isekai Quartet.

### Videogiochi
Un gioco per smartphone intitolato Mass for the Dead è stato lanciato alla fine del 2019 in Giappone, con una versione globale in lingua inglese distribuita all'inizio del 2020. Ha ricevuto recensioni negative, con i recensori che hanno notato che era piuttosto semplice e non offriva nulla di nuovo rispetto a molti altri gacha game simili. La versione globale è stata chiusa il 31 marzo 2021.
Un gioco di genere metroidvania intitolato Overlord: Escape from Nazarick è stato annunciato il 17 dicembre 2021. È uscito per Nintendo Switch e PC tramite Steam il 16 giugno 2022.

## Accoglienza
Nel giugno 2015, prima dell'uscita dell'anime e del manga, i primo otto volumi della serie di light novel hanno venduto circa 600 000 copie in Giappone. Entro il 1º agosto 2015, la light novel e la serie manga hanno totalizzato 1 milione di copie vendute in Giappone. Il 4 agosto seguente è stata annunciata una ristampa di 600 000 copie dei romanzi. A partire dal 20 agosto 2015, i primi nove volumi della light novel ed i primi due del manga, hanno totalizzato un 1,5 milione di copie vendute in madre patria. Al 18 settembre 2015, entrambi i media cartacei hanno superato i 2 milioni di copie. A maggio 2016, i romanzi hanno raggiunto 2,5 milioni di copie. Overlord venne nominata come la serie di light novel venduta del 2015. Ad aprile 2018, sia la light novel che il manga hanno raggiunto la quota di 7 milioni di copie stampate.
Le light novel si sono classificate al primo posto nella categoria tankōbon di Kono light novel ga sugoi! del 2017, mentre si piazzò al secondo posto nell'edizione del 2018.
Nella recensione dell'adattamento anime, Kotaku ha definito l'anime di Overlord un "magnifico power fantasy" che "fa apparire un tema molto riconoscibile per chiunque abbia già giocato a un MMORPG prima d'ora". Tuttavia un recensore di Monsters and Critics ha affermato che "i fan non erano troppo contenti nell'animazione CGI" prodotta dallo studio Madhouse per la terza stagione e "la più grande delusione è stata nell'episodio 12 della terza stagione di Overlord, che ha animato l'epica scena che mostra i Neri Capri". IGN ha elencato Overlord come uno dei migliori anime degli anni 2010, descrivendolo come un anime che mostrava una visione diversa del genere isekai che era esilarante e sapeva coinvolgere.